# Igreja de São Bartolomeu dos Galegos
A Igreja de São Bartolomeu dos Galegos, ou Igreja de São Lourenço, está situada em São Bartolomeu dos Galegos, na atual Freguesia de São Bartolomeu dos Galegos e Moledo.
Do património da igreja fazem parte três cabeceiras de sepulturas medievais, descobertas em 1995, aquando da construção, no adro, da capela mortuária. Datadas do finais do século XII ou princípios do século XIII, têm esculpidas cruzes páteas, uma cruz grega e um pentagonal.
A existência das cabeceiras indica a presença de um estrato populacional superior ao dos camponeses, provavelmente os mestres canteiros (os colonos galegos), cuja profissão perdura em São Bartolomeu até hoje.
Em frente, está uma capela por São Lourenço.